# Casita del Infante (San Lorenzo de El Escorial)
La Casita del Infante (conocida también como la Casita de Arriba) es una de las residencias de la familia real española. Es un edificio neoclásico, construido en el último tercio del siglo XVIII, que se halla en el municipio madrileño de San Lorenzo de El Escorial (España). Debe su nombre al infante Gabriel de Borbón, hijo de Carlos III, que la utilizó como lugar recreativo y de descanso. 

## Historia
Este palacete se sitúa en un promontorio al sur del Monasterio de El Escorial y fue concebido para albergar conciertos de música de cámara, una de las grandes aficiones del Infante Gabriel de Borbón. Se llevó a cabo entre 1771 y 1773, a partir de un diseño de Juan de Villanueva, el mismo arquitecto que trazó la Casita del Príncipe o de Abajo, que se encuentra en sus inmediaciones, dentro del término municipal de El Escorial. 
Constituye un solo cuerpo de planta cuadrada, todo él de piedra granítica, en el que se acusan ligeramente dos pisos, el superior de poca altura. La fachada principal, sobriamente armoniosa, presenta un atrio principal o porche de columnas jónicas y complicado coronamiento. Las habitaciones se distribuyen alrededor de un salón central. 
Tiene jardines de estilo italiano en terrazas descendentes y era posible escuchar la música desde el interior y el exterior. La decoración original se perdió y la que puede observarse corresponde a los reinados de Carlos IV y Fernando VII. Vicente Gómez pintó la bóveda con un fresco de Las Cuatro Estaciones.
El rey Juan Carlos residió en ella antes de casarse. Se conserva aquí su dormitorio, su despacho y el mobiliario que utilizó. 
El 19 de octubre de 1988, el rey Juan Carlos y la reina Sofía, celebraron un almuerzo en honor de la reina Isabel II y su esposo el duque de Edimburgo. 
Su gestión corresponde a Patrimonio Nacional, organismo estatal del que dependen los bienes del Estado a disposición de la Corona Española.